# 高木均
高木 均（たかぎ ひとし、1925年〈大正14年〉2月26日 - 2004年〈平成16年〉2月11日）は、日本の俳優、声優。東京府東京市（現：東京都）出身。

## 来歴
旧制巣鴨高等商業学校（後の巣鴨商業高等学校、現：巣鴨高等学校）卒業後、朝鮮銀行に勤務、1944年暮に横須賀市の海軍工廠で鋳物工、1945年3月、徴兵で二等兵、闇屋をしたり、船会社を設立したりと様々な職業を経たのち、文化学院在学中に文学座を受験し、1949年に文学座に一期生として入団。翌1950年に『キティ颱風』で初舞台を踏み、以降は文学座の中堅俳優として活動。
1963年、文学座の分裂騒動を機に退団し、劇団仲間を経て1967年に劇団雲に入団する。1975年に劇団雲が分裂してからは、演劇集団 円の創立に参加し所属する。舞台に立つかたわら、映画やテレビドラマにも出演した。
声優としては、1969年のアニメ『ムーミン』のムーミンパパ役で本格的にデビュー。同人舎プロダクション、新企画を経て、81プロデュースに所属した。
1998年に心臓病で倒れるが一命をとりとめ、同年に自身が主演の舞台『パウル氏』で復帰する。
2004年2月11日午前1時7分頃、虚血性心不全のため都内の自宅で死去。78歳没。

## 人物・エピソード
主に舞台俳優として活躍。身長171cm、体重80kgの巨体とコミカルな芸風を生かしてテレビや映画にも出演し、日活の映画では凶悪、狂的な悪役を多く演じた。
声優としては、『ムーミン』のムーミンパパ役や『銀河鉄道999』のナレーション、『となりのトトロ』のトトロ役で知られた。『徹子の部屋』にゲスト出演した際にはトトロの独特な演技について語り、演技のさわりを披露している。
坪川拓史に「演劇青年がそのまま歳をとったよう」と評されるほど芝居好きで、舞台公演ではベテランになってからも、初日稽古からどの新人よりも早く現れるほどだったという。
『ムーミン』のムーミンパパ役は、演出のおおすみ正秋により抜擢された。おおすみによると、友人が出演する芝居を見に行ったところ高木も出ており、終演後の高木へ「よかったですよ」と声をかけたところ、高木は初対面にもかかわらずチューインガムを渡しておおすみを所有するフォルクスワーゲンで自宅まで送ったといいい、「その頃、彼は日活の映画で凶悪な悪人役（中略）ばかりやっていたが、私はチューインガムとワーゲンの印象で決めた（笑）」と語っている。
あるアフレコ現場でパンの差し入れがあった際、先輩の勧めで生活の厳しい2人の新人が喜んでパンを手にしたところ、高木は「待て」と新人が手にしたパンを二つに割って半分ずつを渡し「お前たちは、まだ1個のパンを食べるのはナマイキだ。こうやって、半分にして食べろ」と言った。それを見た野沢雅子が「何を意地悪しているのか」と思い注意しようとしたところ、高木はその新人2人を見ながら「しっかりと精進していれば、パンなんかいくらでも食べられるようになる。今はまだ、半人前だから、パンを半分しか食べられないんだ。早く一人前になれ。だが、一人前になっても、1個のパンを仲間といっしょに半分こにして食べたことを忘れるな」と声をかけたといい、この言葉に野沢は感激したという。
とある養成所での卒業公演を観劇し打ち上げに参加した際、肝心の出演者が舞台の撤収作業に手惑い遅れたことがあった。この時、参加した事務所の人間が手伝いもせず段取りの悪さをなじっているのを見た高木は「今日の主役はあいつらだろう!俳優をなんだと思ってる!」と激怒。高木や事務所の人間をはじめその場にいたほぼ全員ですぐに手伝いに行き、瞬く間に撤収は完了したという。
2005年に公開された『美式天然』に出演していたが、クランクアップ前に死去した。出演に至った経緯は、監督の坪川拓史が高木に偶然道を聞かれ、その場で出演をオファーしたとのこと。電話で「早くしないと、おれ死んじゃうぞ」と言われたことが、最後に交わした会話だったという。
東京都豊島区西池袋にある「やきとん屋千登利」は、高木の兄弟姉妹の一人が先代の店主をしていた。

## 後任
高木の死後、持ち役を引き継いだ声優は以下の通り。
| 後任     | 役名                     | 概要作品                           | 後任の初担当作品                             |
| -------- | ------------------------ | ---------------------------------- | -------------------------------------------- |
| 柴田秀勝 | ココ                     | 『メガゾーン23』                   | 『ザ・エクステンド・ストーリー』ラジオドラマ |
| 辻村真人 | 舜帝                     | 「バーチャファイターシリーズ」     | 『バーチャファイター4』                      |
| 辻村真人 | ゴーグ・パパ             | 『フラグルロック』                 |                                              |
| 中庸助   | フランシス・ビークマン卿 | 『紳士は金髪がお好き』フジテレビ版 | WOWOW追加収録部分                            |
| 園江治   | ジェイベス・ウィルスソン | 『シャーロック・ホームズの冒険』   | DVD追加収録部分                              |

## 出演（俳優）
※「 - 」は役名

### 舞台
- キティ颱風（1950年、文学座）
- ゴドーを待ちながら（1960年、文学座）
- ジュリアス・シーザー（1967年、劇団雲）
- 夜叉ヶ池（1978年、演劇集団 円）
- 山の巨人たち（1983年、演劇集団 円）
- リチャード三世（1987年、PARCO劇場）
- Mr.レディ Mr.マダム（1981年、サンシャイン劇場）
- もーいいかい・まーだだよ（1988年、演劇集団 円）
- わが師・わが街（1992年、演劇集団 円）
- 赤い階段の家（1995年、演劇集団 円）
- 廃屋の怪人 パウル氏（1997年、演劇集団 円）
- ワーニャ叔父ちゃん（1999年、演劇集団 円）

### 映画
- 蜘蛛巣城（1957年、東宝） - 警護の武士
- にあんちゃん（1959年、日活） - 正禹
- 赤い谷間の決斗（1965年、日活） - ひぐまの十吉
- 暗黒航路（1966年、日活） - 海坊主
- 吸血髑髏船（1968年、松竹） - 列車の車掌
- 人間標的（1971年、松竹） - 妹尾
- 人生劇場 青春・愛欲・残侠篇（1972年、松竹） - でか虎
- 修羅雪姫（1973年、東宝） - 松右衛門
- 混血児リカ ひとりゆくさすらい旅（1973年、東宝） - 東北のボス・田中
- 御用牙 かみそり半蔵地獄責め（1973年、東宝） - 丹波屋
- 青春の海（1974年、東宝） - 源次
- 野球狂の詩（1976年、日活） - 総裁
- 犬神の悪霊（1977年、東映） - 精神科の院長
- 団鬼六 「黒い鬼火」より 貴婦人縛り壺（1977年、にっかつ） - 笠井義太郎
- 縄地獄（1978年、にっかつ） - 花村
- 団鬼六 縄と肌（1979年、にっかつ） - 石岡常吉
- 団鬼六 少女縛り絵図（1980年、にっかつ） - 田崎大吾
- 炎のごとく（1981年、東宝） - 浪人
- 5時から9時まで 女新入社員（1982年、にっかつ） - ポルノ屋のおっさん
- ひと夏の出来ごころ（1984年、にっかつ） - 江崎
- タンポポ（1985年、東宝） - 中華街のおやじ
- みんな〜やってるか!（1995年、オフィス北野 = バンダイビジュアル） - 座頭市
- 美式天然（2005年） - おじいさん 
  - 「第23回トリノ国際映画祭 Best Feature Film Prize（グランプリ）」
  - 「第23回トリノ国際映画祭 Best Audience Prize（最優秀観客賞）」

### テレビドラマ
- 戦友（1963年、NET）
- 忍者部隊月光（CX / 国際放映）
  - 第3話・第4話 「疾風山岳作戦（前・後篇）」（1964年） - アグマング
  - 第90話・第91話「ブラック・ファイヤー作戦（前・後篇）」（1965年） - ウェッズ石岡
- 特別機動捜査隊（NET / 東映）
  - 第80話「帰らざる海」（1963年）
  - 第144話「倒産」（1964年） - 権藤
  - 第154話・第155話「東京0米地帯（前・後編）」（1964年） - 原田辰男
  - 第252話「雷雨」（1966年） - 編集長
  - 第273話「可愛い魔女」（1967年）
  - 第294話「失われた道」（1967年）
- 大河ドラマ（NHK）
  - 太閤記（1965年） - 足軽組頭
  - 竜馬がゆく（1968年） - 彦根藩士
  - 天と地と（1969年）
  - 黄金の日日 第11話「珊瑚珠無情」（1978年） - 吉兵衛
  - 獅子の時代（1980年） - 久松府兵総長
  - 独眼竜政宗（1987年） - 黒沢虎之助
- 素浪人 月影兵庫（NET / 東映）
  - 第1シリーズ 第2話「風は知っていた」（1965年） - 隆元
  - 第2シリーズ 第35話「もぐらは空に消えていた」（1967年） - 代官
- 新選組血風録 第17話「鴨川銭取橋」（1965年、NET / 東映） - 中村半次郎
- 若者たち 第33話「さよなら」（1966年、CX / 俳優座） - 黄英成
- 俺は用心棒 第8話「赤い提灯の下」（1967年、NET / 東映）
- レモンのような女 第1話「離婚 結婚」（1967年、TBS）
- テレビ文学館 / 赤西蠣太（1968年、MBS）
- 五人の野武士 第20話「夕姫をめぐる男たち」（1969年、NTV / 三船プロ） - 重兵衛
- 鞍馬天狗（1969年、NHK） - 無宿者六蔵
- 五番目の刑事（1969年 - 1970年、NET / 東映） - 高木平作 ※セミレギュラー
- ありがとう 第7話（1970年、TBS） - スリ係刑事
- 鬼平犯科帳 第59話「おっ母ァ、すまねえ」（1970年、NET / 東宝） - 大津屋卯吉
- おれは男だ! 第1話「ウーマン・パワーをやっつけろ!」（1971年、NTV / 松竹）
- プレイガールシリーズ（12ch / 東映）
  - プレイガール
    - 第105話「江戸っ子鉄火仁義」（1971年） - 駒形
    - 第237話「城下町の風俗巡査」（1973年） - 黒須

  - プレイガールQ  第26話「女の奥の奥の手」（1975年） - 堀畑
- キイハンター（TBS / 東映）
  - 第159話「腰抜けギャング がい骨争奪戦」（1971年）
  - 第197話「顔のない女の墓標」（1972年）
- ザ・ガードマン 第327話「ショック! 雨の夜は死人が舞う」（1971年、TBS / 大映テレビ室）
- さぼてんとマシュマロ（1971年、NTV / ユニオン映画）
- 好き! すき!! 魔女先生 第15話「ムシ歯になった宇宙人」（1972年、ABC / 東映）
- 大江戸捜査網（12ch / 日活・三船プロ）
  - 第67話「三匹の用心棒」（1972年） - 鬼虎
  - 第160話「反逆の女猫」（1974年） - 勘蔵
  - 第195話「大江戸血の抗争」（1975年） - 亀屋
- 子連れ狼 第1部 第8話「堺筒」（1973年、NTV / ユニオン映画） - 芝辻長左衛門
- 非情のライセンス（NET / 東映）
  - 第1シリーズ 第11話「兇悪の腕」（1973年） - 篠原
  - 第2シリーズ 第29話「兇悪の武者人形」（1975年） - 沼崎
  - 第2シリーズ 第89話「兇悪犯指名手配」（1976年） - 白石豪造
- 必殺シリーズ（ABC / 松竹）
  - 助け人走る 第3話「裏表大泥棒」（1973年） - 大倉屋藤右衛門
  - 必殺必中仕事屋稼業 第4話「逆転勝負」（1975年） - 島帰りの吉五郎
  - 必殺仕置屋稼業 第1話「一筆啓上地獄が見えた」（1975年） - 近江屋利兵衛
  - 新・必殺仕置人 第17話「代役無用」（1977年） - 甲州屋宗兵ヱ
  - 必殺仕事人 第83話「沈め技花嫁偽装返し突き」（1981年） - 大江戸屋儀平
  - 新・必殺仕事人 第38話「主水 友達を気にする」（1982年） - 安川藤兵衛
- 唖侍 鬼一法眼 第23話「寒椿慕情」（1974年、NTV / 勝プロ） - 源次郎
- 座頭市物語 第8話「忘れじの花」（1974年、CX / 勝プロ） - 松蔵
- 荒野の素浪人 第2シリーズ 第16話「博徒狩り」（1974年、NET / 三船プロ） - 大間々の元治
- 右門捕物帖 第24話「盗まれた花嫁」（1974年、NET / 東映） - 白山傳兵衛
- 傷だらけの天使 第6話「草原に黒い十字架を」（1974年、NTV / 東宝） - 殺し屋
- バーディー大作戦 第46話「芸術的に女を殺せ」（1975年、TBS / 東映） - 浦川
- 大岡越前（TBS / C.A.L）
  - 第4部 第17話「友情」（1975年） - 権七
  - 第11部 第23話「昔馴染は盗賊一味」（1990年） - 不知火鉄五郎
- 影同心 第9話「あぶな絵殺し節」（1975年、MBS / 東映） - 丹波屋重兵衛
- ザ★ゴリラ7 第17話「許せぬ奴らに花一輪」（1975年、NET / 東映） - 三好
- 華麗なる一族（1975年、MBS / 東宝） - 荒尾留七
- うわさの委員会（1975年11月30日、NHK）
- 大都会 闘いの日々 第14話「もう一人の女」（1976年、NTV / 石原プロ） - 九鬼（警視庁保安課）
- 夫婦旅日記 さらば浪人 第14話「弱虫侍と豪傑の決闘」（1976年、CX / 勝プロ） - 市川多聞
- 新・座頭市（CX / 勝プロ）
  - 第1シリーズ 第26話「鴉カァーと泣いて市が来た」（1977年） - 赤牛
  - 第2シリーズ 第1話「恋鴉いのち百両」（1978年） - 口縄の権太
- 新五捕物帳 第22話「泣くな夜あけの はぐれ鳥」（1978年、NTV / ユニオン映画） - 寺川内記
- 俺たちは天使だ! 第13話「運が悪けりゃ死刑台」（1979年、NTV / 東宝） - 潮剛三（暴力団潮会々長）
- 西遊記II 第15話「黄金妖怪・婿どの買います」（1980年、NTV / 国際放映） - 黄金妖怪
- ウルトラマン80 第36話「がんばれ!クワガタ越冬隊」（1980年、TBS / 円谷プロ） - 丸井先生
- 土曜ドラマ（NHK）
  - 君はまだ歌っているか（1981年） - 浜野
- 旅がらす事件帖 第21話「寒い国の死刑台」（1981年、KTV / 国際放映） - 代官・赤沢七郎次
- Gメン'75 第326話「闇の中の女子大生殺人」（1981年、TBS / 東映） - 荒巻藤吉
- おれたち夏希と甲子園（1982年、NHK） - 星北高校理事長
- 真田太平記（1985年、NHK）
- 若大将天下ご免! 第6話「血染めの罠の二十両!」（1987年、ANB / 東映） - 伊勢屋源左衛門
- 銀河テレビ小説 / 新橋烏森口青春篇（1988年、NHK）
- 男と女のミステリー / 真実の証明（1990年、CX）
- 特救指令ソルブレイン 第46話「天才瞬間製造器」（1991年、ANB / 東映） - 片山博士
- 月曜ドラマスペシャル / 向田邦子新春スペシャル 華燭（1992年、TBS）
- ドラマ30 / 愛のたくらみ（1993年、CBC）
- 土曜ワイド劇場 / 葬儀司会者 都築耕平の殺人事件簿（1994年、ANB）
- ハートにS 第9話「ホームレスブルース」（1995年、CX）
- エコエコアザラク（1997年、TX）
- 御家人斬九郎 第2シリーズ 第8話「賞金桜」（1997年、CX / 映像京都） - 角屋作左衛門

### オリジナルビデオ
- レイプ商人（1997年、ミュージアム）

## 出演（声優）
太字はメインキャラクター。

### テレビアニメ
- ジャングル大帝（1966年、ヒューク）
- ムーミン（1969年 - 1972年、ムーミンパパ[19]） - 2シリーズ
- シートン動物記 くまの子ジャッキー（1977年、ナレーション[20]）
- 銀河鉄道999（1978年、ナレーター[21]）
- 星の王子さま プチ・プランス（1978年、トム）
- 太陽の子エステバン（1982年、ロドリゲス神父〈リヨレンス神父〉、黄金都市神官）
- ふしぎの海のナディア（1990年、イリオン）
- GREGORY HORROR SHOWシリーズ（1999年 - 2001年、ミイラパパ）
- だぁ!だぁ!だぁ!（2000年、老ワンニャー）
- ノワール（2001年、エドリンガー）

### 劇場アニメ
- 千夜一夜物語（1969年）
- どうぶつ宝島（1971年、オッサン）
- チリンの鈴（1978年、語り）
- わが青春のアルカディア（1982年、トライター・バイコック・ヘドル首相[22]）
- まんがイソップ物語（1983年、長老アリ）
- キン肉マン ニューヨーク危機一髪!（1986年、ビッグアップル）
- 11ぴきのねことあほうどり（1986年、ジャンボアホウドリ）
- となりのトトロ（1988年、トトロ〈大トトロ〉[23]）
- ビックリマン 無縁ゾーンの秘宝（1988年、黎元老守[24]）
- はれときどきぶた（1988年、村田町会長）
- 海だ!船出だ!にこにこぷん（1990年、かしの木おじさん）
- Pink みずドロボウあめドロボウ（1990年、シルバー）
- ドラゴンボールZ 危険なふたり!超戦士はねむれない（1994年、長老[25]）
- ピカチュウたんけんたい（1999年、カビゴン）

### OVA
- ルパン三世 パイロットフィルム（TV版）（1971年、明智小五郎）
- メガゾーン23（1985年、ココ）
- 日本のおばけ話「百目のあずきとぎ」（1988年、百目）
- ガッデム（1990年、佐治専務）
- 銀河英雄伝説（1991年、ハイドリッヒ・ラング〈初代〉）

### webアニメ
- インターネットアニメーション 銀河鉄道999（2002年、ナレーター）

### ゲーム
- バーチャファイター2（1994年、舜帝）
- 謎王（1996年、老僧）
- バーチャファイター3（1996年、舜帝）

### 吹き替え

#### 洋画
- オズ（ガンプ）※劇場公開版
- ザ・クラッカー/真夜中のアウトロー（レオ：ロバート・プロスキー）
- ジャッカルの日（クロード・ルベル警視：マイケル・ロンズデール）※テレビ朝日版（思い出の復刻版ブルーレイに収録）
- 少林寺三十六房（少林寺管長：強漢）
- 紳士は金髪がお好き（フランシス・ビークマン卿：チャールズ・コバーン） ※フジテレビ版・HDリマスター版DVD収録
- スター・ウォーズ/イウォーク・アドベンチャー 勇気のキャラバン（ナレーション：バール・アイヴス）※テレビ版
- スター・ウォーズシリーズ（ヨーダ：フランク・オズ） ※日本テレビ版
  - スター・ウォーズ エピソード5/帝国の逆襲
  - スター・ウォーズ エピソード6/ジェダイの帰還
- 素晴らしきヒコーキ野郎（ローンズリー卿：ロバート・モーレイ）※日本テレビ版・DVD&BD収録
- ダーククリスタル（ナレーター）※VHS版
- 鉄道員（ジジ：サーロ・ウルツィ）※NET版
- バグダッドの盗賊（ピーター・ユスティノフ）
- 八点鐘が鳴るとき（アンクル・アーサー：ロバート・モーレイ）※日本テレビ版
- パニック・イン・スタジアム（サンドマン：ジャック・クラグマン）※日本テレビ版・DVD収録
- びっくり大将（ピーター・ユスティノフ）
- ポセイドン・アドベンチャー2（テックス：スリム・ピケンズ）※日本テレビ版
- マルコムX（イライジャ・ムハンマド：アル・フリーマン・ジュニア）
- ユーズド・カー（ハリソン判事：アル・ルイス）

#### 海外ドラマ
- アメリカン・ヒーロー（ミッキー：チャック・マッキャン）
- 刑事コロンボ 殺しの序曲（バーティ・ヘイスティング：ソレル・ブーク）
- ジェシカおばさんの事件簿（イーサン・クラッグ：クロード・エイキンズ）
- シャーロック・ホームズの冒険「赤髪連盟」（ジェイベス・ウイルソン：ロジャー・ハモンド） ※NHK版

#### 海外アニメ
- ラムヂーちゃん（1971年） - オジサン（Bristle Hound）※テレビアニメ
- スクラッフィと仲間たち（1984年）
- アメリカ物語（1987年） - パパ
- アメリカ物語2/ファイベル西へ行く（1992年） - パパ
- アメリカ物語 ファイベルの冒険（1995年） - パパ ※テレビアニメ

#### 人形劇
- フラグルロック（ゴーグ・パパ〈初代〉）

### ラジオドラマ
- 連続ラジオ小説「火の鳥 未来編」（1977年3月29日 - 4月2日、NHKラジオ第1放送） - 猿田博士
- サイボーグ009（ギルモア博士）

### 人形劇
- こどもにんぎょう劇場「きつねが笑う」
- にこにこぷん（おかあさんといっしょ内）（1982年 - 1992年、NHK） - かしのきおじさん
- ペペとミミ（NHK教育テレビ） - ぺぺの祖父

### CM
- 原子力発電
- 日本文化センターテレフォンショッピング（1982年 - 放送中、日本テレビ系列） - OPコールナレーション
- 第一三共ヘルスケア　サリドン（1973年、ナレーション）
- 味の素・コンソメ（1982年、ナレーション）
- 明治製菓 しましまクッキー（1982年、ナレーション）
- 松下電器産業　ナショナル ラブアイ（1984年、ナレーション）

### 歌
- ムーミンパパのうた
  - 作詞 - 井上ひさし / 歌 - 高木均
- なぞなぞ 
  - 作詞 - 井上ひさし / 歌 - 高木均
- ムーミンとバッタ 
  - 作詞 - 井上ひさし / 歌 - 高木均、玉川さきこ、館野令子、西本裕行
- さよならムーミン 
  - 作詞 - 井上ひさし / 歌 - 高木均、玉川さきこ、館野令子、高村章子、西本裕行